# Bataan kärnkraftverk
För andra betydelser, se Bataan (olika betydelser).
Bataan kärnkraftverk i Bataan, Filippinerna är ett färdigställt kärnkraftverk av typen PWR som aldrig startats.
Bygget startade 1976, reaktorn levererades av amerikanska Westinghouse.
Efter olyckan vid Three Mile Island 1979, stoppades bygget för en grundlig säkerhets granskning. Bygget återupptogs senare.
Efter Tjernobylolyckan 1986 beslutade man att inte starta kärkraftverket.